# Martin Rønning Ovenstad
Martin Rønning Ovenstad (Drammen, Noruega, 18 de abril de 1994) es un futbolista noruego. Juega de centrocampista y su equipo actual es el Mjøndalen IF de la Eliteserien.

## Selección
| Selección        | Año           | PJ | Goles |
| ---------------- | ------------- | -- | ----- |
| Selección sub-17 | 2011          | 5  | 5     |
| Selección sub-19 | 2012-2013     | 9  | 2     |
| Selección sub-21 | 2015-presente | 2  | 0     |

## Clubes
| Club               | País    | Año       | PJ | Goles |
| ------------------ | ------- | --------- | -- | ----- |
| Mjøndalen IF       | Noruega | 2010-2011 | 41 | 2     |
| Strømsgodset IF    | Noruega | 2012-2017 | 87 | 4     |
| SK Sturm Graz      | Austria | 2017-2018 | 5  | 0     |
| Stabæk IF (cedido) | Noruega | 2018      | 9  | 0     |
| Strømsgodset IF    | Noruega | 2018-2019 | 18 | 1     |
| Mjøndalen IF       | Noruega | 2020-     |    |       |